# Epicerura tamsi
Epicerura tamsi är en fjärilsart som beskrevs av Sergius G. Kiriakoff 1963. Epicerura tamsi ingår i släktet Epicerura och familjen tandspinnare. Inga underarter finns listade i Catalogue of Life.